# The Greatest American
The Greatest American é um programa de televisão do gênero jornalístico exibido pela Discovery Channel em 5 de junho de 2005. O programa é baseado no programa britânico 100 Greatest Britons da emissora BBC que também colabora na produção do programa.

## Lista dos 25Greatest American

### Os 10 maiores
| N° | Foto | Nome                           | Área               | Função |
| -- | ---- | ------------------------------ | ------------------ | --- |
| 1  |      | Ronald Reagan (1911-2004)      | Política           | Ator e político norte-americano, o 40.º presidente dos Estados Unidos e o 33.º governador da Califórnia. |
| 2  |      | Abraham Lincoln (1809-1865)    | Política           | 16° presidente dos Estados Unidos, liderou o país de forma bem-sucedida durante sua maior crise interna, a Guerra Civil Americana, preservando a União e abolindo a escravidão, fortalecendo o governo nacional. |
| 3  |      | Martin Luther King (1929-1968) | Ativismo/ Religião | Pastor protestante e ativista. Tornou-se um dos mais importantes líderes do movimento dos direitos civis dos negros nos Estados Unidos, e no mundo, com uma campanha de não violência e de amor ao próximo.      |
| 4  |      | George Washington (1732-1799)  | Política           | O primeiro Presidente dos Estados Unidos (1789–1797), o comandante ex-chefe do Exército Continental durante a Guerra da Independência dos Estados Unidos.                                                        |
| 5  |      | Benjamin Franklin (1706-1790)  | Eletricidade       | Foi um jornalista, autor, filantropo, político, cientista, diplomata e inventor. conhecido por suas citações e experiências com a eletricidade e por ter inventado o para-raios.                                 |
| 6  |      | Bill Clinton (n.1946)          | Política           | Político dos Estados Unidos que serviu como o 42º presidente dos Estados Unidos por dois mandatos, entre 1993 e 2001 e o governador do estado do Arkansas por dois mandatos.                                     |
| 7  |      | George W. Bush (n.1946)        | Política           | Político estadunidense que serviu como o 43.º Presidente dos Estados Unidos, de 2001 a 2009, e como o 46.º Governador do Texas, entre 1995 a 2000.                                                               |
| 8  |      | Elvis Presley (1935-1977)      | Música             | Foi um cantor, compositor e ator norte-americano, também foi um dos pioneiros do rock and roll e do rockabilly.                                                                                                  |
| 9  |      | Oprah Winfrey (n.1954)         | Televisão          | Apresentadora de televisão, atriz e empresária, vencedoras de múltiplos prêmios Emmy por seu programa The Oprah Winfrey Show.                                                                                    |
| 10 |      | Franklin Roosevelt (1882-1945) | Política           | Estadista e líder político americano que serviu como o 32º Presidente dos Estados Unidos de 1933 até sua morte em 1945.                                                                                          |

### Os outros 15 maiores
| N° | Foto | Nome                                  | Área                | Função |
| -- | ---- | ------------------------------------- | ------------------- | --- |
| 11 |      | Billy Graham (1918-2018)              | Religião            | Pregador protestante da Igreja Batista e conselheiro espiritual de vários presidentes dos Estados Unidos. |
| 12 |      | Thomas Jefferson (1743-1826)          | Política            | Foi o terceiro presidente dos Estados Unidos (1801-1809), e foi o principal autor da declaração de independência dos Estados Unidos.(1776).                                                                                              |
| 13 |      | Walt Disney (1901-1966)               | Cinema              | Produtor cinematográfico, cineasta, diretor, roteirista, dublador, animador, empreendedor, filantropo e cofundador da The Walt Disney Company.                                                                                           |
| 14 |      | Albert Einstein (1879-1955)           | Fisica              | Físico teórico alemão que desenvolveu a teoria da relatividade geral, um dos pilares da física moderna ao lado da mecânica quântica. |
| 15 |      | Thomas Edison (1847-1931)             | Invenção            | Empresário e inventor da lâmpada elétrica, fonógrafo, cinescópio, microfone entre outras... |
| 16 |      | John F. Kennedy (1917-1963)           | Política            | Político americano que serviu como 35° presidente dos Estados Unidos (1961–1963). |
| 17 |      | Bob Hope (1903-2003)                  | Televisão           | Comediante americano, nascido na Inglaterra. Criado nos Estados Unidos, famoso por ter ao lado do cantor e ator Bing Crosby, uma das mais famosas e influentes duplas cômicas do cinema.                                                 |
| 18 |      | Bill Gates (n.1955)                   | Empresa             | Magnata, empresário, diretor executivo, investidor, filantropo e autor americano, que ficou conhecido por fundar junto com Paul Allen a Microsoft.                                                                                       |
| 19 |      | Eleanor Roosevelt (1884-1962)         | Política            | Primeira-dama dos Estados Unidos de 1933 a 1945 e esposa do Presidente Franklin Roosevelt |
| 20 |      | Lance Armstrong (n.1971)              | Ciclismo            | Ex-ciclista profissional americano, campeão de ciclismo em estrada em 1993. Ficou famoso por ter vencido o Tour de France por sete vezes consecutivas.                                                                                   |
| 21 |      | Muhammad Ali (1942-2016)              | Boxe                | Desportista pugilista estadunidense. Considerado um dos melhores da história do esporte, eleito "O Desportista do Século" pela revista estadunidense Sports Illustrated em 1999.                                                         |
| 22 |      | Rosa Parks (1913-2005)                | Ativismo/ Costura   | Costureira negra, símbolo do movimento dos direitos civis dos negros Americanos. |
| 23 |      | Irmãos Wright (1867-1912) (1871-1948) | Invenção            | Foram dois irmãos norte americanos, inventores e pioneiros da aviação aos quais foi concedido o crédito pelo desenvolvimento da primeira máquina voadora mais pesada que o ar, que efetuou um voo controlado, em 17 de Dezembro de 1903. |
| 24 |      | Henry Ford (1863-1947)                | Empresa/ Engenharia | Empreendedor e engenheiro mecânico estadunidense, fundador da Ford Motor Company, autor dos livros Minha filosofia de indústria e Minha vida e minha obra.                                                                               |
| 25 |      | Neil Armstrong (1930-2012)            | Astronauta          | Engenheiro aeroespacial e astronauta norte-americano que tornou-se o primeiro homem a pisar na Lua em 1969. |